# Gonbad-e Qābus (torre)
A Torre Gonbad-e Qabus é um monumento na cidade de Gonbad-e Qabus, Irã. A torre, localizada na parte central da cidade tem 72 metros de altura (incluindo sua plataforma). Foi construída em 1006 d.C., de tijolos e é um enorme decágono com um teto cônico, o que gera uma proporção áurea Phi, igual a 1.618. Feita a mando do Ziyarid Amir Shams ol-Ma'āli Qabus ibn Wushmgir (شمس المعالي قابوس بن وشمگير).
O seu interior contem os mais antigos exemplos do estilo decorativo Mugarna. A torre foi construída com um design arquitetônico e científico de um jeito que, de um círculo externo pode-se ouvir o eco de outro círculo.
Possui uma inscrição em árabe na sua parte traseira:
هذا القصر العالي – لامير شمس المعالي – الامير قابوس ابن وشمگير – امر به بنائه في حياته – سنه سبع و تسعين – و ثلثمائه قمريه و سنه خمس و سبعين و ثلثمائه شمسيه
"Este alto palácio para o Príncipe Shams ul-Ma'ali, construído por Amir Qabus ibn Wushmgir durante sua vida, no ano lunar de 397 e
no ano solar de 375"

## UNESCO
A UNESCO inscreveu Gonbad-e Qabus como Patrimônio Mundial por "ser a única evidência remanescente de Jorjan, um antigo centro de artes e ciências que foi destruído pelos mongóis. É um exemplo tecnologicamente inovador da arquitetura islâmica que influenciou as construções sacras do Irã, Anatólia e Ásia Central"